# Stylidium falcatum
Stylidium falcatum är en tvåhjärtbladig växtart som beskrevs av Robert Brown. Stylidium falcatum ingår i släktet Stylidium och familjen Stylidiaceae. Inga underarter finns listade i Catalogue of Life.